# Perrogney-les-Fontaines
Perrogney-les-Fontaines é uma comuna francesa na região administrativa de Grande Leste, no departamento de Haute-Marne. Estende-se por uma área de 14,79 km². Em 2010 a comuna tinha 111 habitantes (densidade: 7,5 hab./km²).